# Такаи, Ёхэй
Ёхэй Такаи (яп. 高井 洋平 Такаи Ё:хэй), род. 27 августа 1982, Иокогама — японский дзюдоист, чемпион (2005, 2007), серебряный (2006) и бронзовый (2001, 2005, 2008, 2011) призёр чемпионатов Японии, победитель и призёр международных турниров, бронзовый призёр Азиатских игр 2006 года в Дохе, бронзовый призёр чемпионата мира 2005 года в Каире. Выступал в тяжёлой весовой категории (свыше 100 кг).